# 921 Jovita
921 Jovita è un asteroide della fascia principale del diametro medio di circa 58,48 km. Scoperto nel 1919, presenta un'orbita caratterizzata da un semiasse maggiore pari a 3,1805677 UA e da un'eccentricità di 0,1767871, inclinata di 16,28984° rispetto all'eclittica.
Il nome per questo asteroide è stato scelto a caso dal popolare calendario Lahrer Hinkender Bote, pubblicato nella città di Lahr/Schwarzwald, in Germania.